# Хонантё (станция)

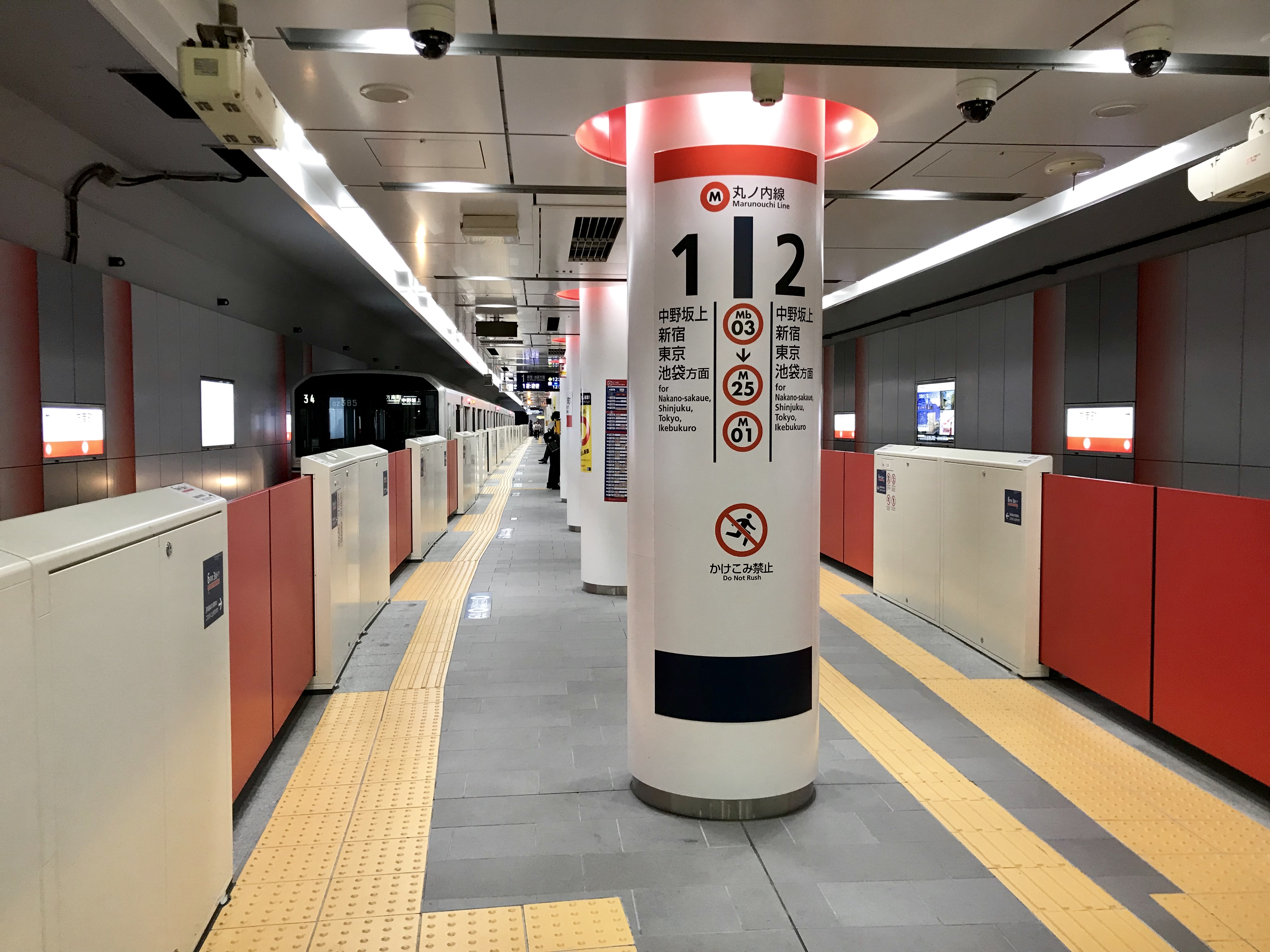
Платформа станции

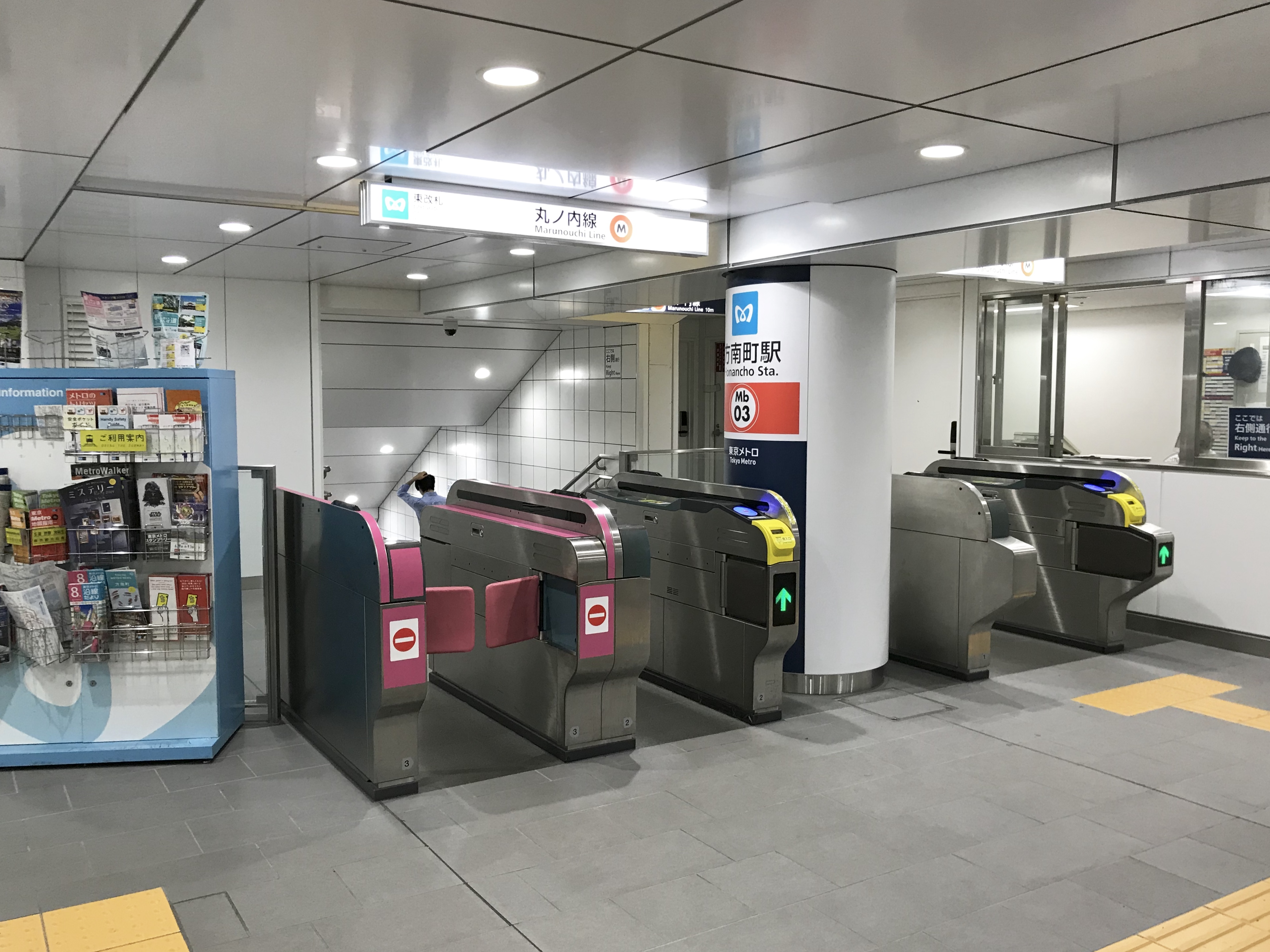
Турникеты станции

Станция Хонантё (яп. 方南町駅 хо:нантё: эки) — железнодорожная станция на линии Маруноути расположенная в специальном районе Сугинами, Токио. Станция обозначена номером m-03. Была открыта 23-го марта 1962 года. На станции установлены автоматические платформенные ворота.

## Планировка станции
Одна платформа островного типа и 2 пути.
| 1 | ○ Линия Маруноути | Накано-Сакауэ |
| 2 | ○ Линия Маруноути | Накано-Сакауэ |

## Близлежащие станции
| «                |  | Линия                         |  | »                |
| ---------------- |  | ----------------------------- |  | ---------------- |
| Конечная станция |  | Линия Маруноути (ответвление) |  | Накано-Фудзимитё |